# Шунозеро
Шуно́зеро (Шумозеро, Шуно) — озеро на территории Валдайского сельского поселения Сегежского района Республики Карелии.

## Общие сведения
Площадь озера — 22,4 км², площадь водосборного бассейна — 109 км². Располагается на высоте 170,1 метров над уровнем моря.
Форма озера лопастная, продолговатая: вытянуто с севера на юг. Имеет три крупных залива: губа Летняя (в южной оконечности), губа Западная и губа Северная. Берега водоёма каменисто-песчаные, преимущественно возвышенные.
Через озеро протекает река Сума, впадающая в Онежскую губу Белого моря (Поморский берег).
В озере расположены три относительно крупных (по масштабам водоёма) острова: Жилищный и Якушевы острова.
Код объекта в государственном водном реестре — 02020001411102000008899.